# Acunasus nigriviridis
Acunasus nigriviridis är en insektsart som beskrevs av Delong 1945. Acunasus nigriviridis ingår i släktet Acunasus och familjen dvärgstritar. Inga underarter finns listade i Catalogue of Life.